# David Kalhous
David Kalhous (* 30. května 1978 Hradec Králové) je český historik zabývající se dějinami raného středověku.

## Životopis
Narodil se 30. května roku 1978 v Hradci Králové. Vystudoval obor historie a PVH na Masarykově univerzitě v Brně, kde na něj nejvíce zapůsobily medievistické semináře Jaroslava Mezníka. Nejprve byl krátce zaměstnán jako archivář ve státním okresním archivu Semily. Následně nastoupil doktorské studium na Historickém ústavu FF MU a dále působil i na Ústavu archeologie a muzeologie FF MU. V letech 2008–2014 pracoval ve firmě Monster Worldwide a historii si ponechal jako hobby. V roce 2016 mu byl na Palackého univerzitě v Olomouci udělen titul docenta. Od roku 2014 působí na Ústavu pomocných věd historických jako vedoucí pracovní skupiny pro komplexní analýzu historických pramenů.

## Dílo
- České země za prvních Přemyslovců v 10.-12. století. I. díl, Čeleď sv. Václava. Praha: Libri, 2011. 150 s. ISBN 978-80-7277-492-0.
- Anatomy of a duchy : the political and ecclesiastical structures of early Přemyslid Bohemia. Leiden; Boston: Brill 317 s. ISBN 978-90-04-22980-8.
- České země za prvních Přemyslovců v 10.–12. století, II. díl: Svět doby knížecí. Praha: Libri, 2013. 264 s. ISBN 978-80-7277-509-5.
- Legenda Christiani and Modern Historiography. Leiden; Boston: Brill, 2015. 166 s. ISBN 978-90-04-28490-6.
- Bohemi : Prozesse der Identitätsbildung in frühpřemyslidischen Ländern (bis 1200). Vídeň: Verlag der Österreichischen Akademie der Wissenschaften, 2018. 261 s. ISBN 978-3-7001-8210-8.
- Magnae Moraviae fontes historici. I, Annales et chronicae. Ed. Dagmar Bartoňková, David Kalhous, Jiří K. Kroupa, Zdeněk Měřínský, Anna Žáková, Praha: Koniasch Press, 2019. 504 s. ISBN 978-80-87773-36-9.